# هي والمستحيل (مسلسل)
هي والمستحيل هو مسلسل مصري، من إخراج  إنعام محمد علي
وبطولة صفاء أبو السعود وتأليف  فتحية العسال  
```
ونخبة من النجوم، هو دراما اجتماعية مصرية تدور حول فتاة شابة تُدعى زينب، والتي تواجه تحديات كبيرة في حياتها بسبب ظروفها الاجتماعية اللتي تجبرها علي الزواج قبل انهاء تعليمها ، لكنها لا تستسلم للواقع، بل تسعى جاهدة لتطوير نفسها وتحقيق أحلامها رغم العقبات التي تواجهها. والمسلسل يعكس الإرادة والتحدي في مواجهة الظروف ، ويبرز القوة والإصرار على النجاح..
[
1
]
```

## شخصيات المسلسل
- صفاء أبو السعود: زينب
- محمود الحديني: صلاح عبدالغني
- مجدي وهبة: مصطفى
- عبدالمنعم إبراهيم: حسنين
- مصطفى متولي: إسماعيل
- سامح الصريطي: كمال
- سوسن بدرعايدة
- نادية فهمي: نعمات
- إجلال زكي: صفية
- عبدالعزيز أبو الليل: إبراهيم
- نبيل الدسوقي: صبري
- ناهد سمير: رقية
- نادية رفيق: ام صلاح
- علية عبدالمنعم: كريمة
- سيد عبدالكريم:
- محمد سعد: الطفل  يوسف
- وليد يحيى: أحمد 6 سنوات
- معتز يحيى: أحمد 12 سنة

## فريق العمل
- إخراج : إنعام محمد علي .
- قصة وسيناريو وحوار  : فتحية العسال.
- إنتاج : شركة صوت القاهرة للصوتيات والمرئيات .
- الموسيقى التصويرية : جمال سلامة.
- إعداد الموسيقى : محمود خيري.
- مهندس الديكور : زينب الشايب.

- مدير الإضاءة : بدر تاس.
- مدير التصوير : محمد فهمي، لطفي مغازي، باهي الشيخ، عبدالرحمن سامي، محمود أبو السعود.
- مدير التصوير الخارجي : قدري أبو العلا.
- مونتير إلكتروني : إسماعيل الجوهري.
- كاستينج : زكية عبدالحميد.